# Ode à Metz
Ne doit pas être confondu avec Dode de Metz.
Ode à Metz est une œuvre poétique lyrique de Paul Verlaine, qui naquit à Metz et y passa les premières années de son enfance.
Le poème fut publié le 2 octobre 1892.